# Winchester modelo 1885
El Winchester Model 1885 es un rifle de un solo tiro con mecanismo de cerrojo levadizo, diseñado por John Browning. 
Se produjeron dos modelos, el Low Wall y el High Wall .

## Historia
En 1878, Browning, de 23 años de edad, diseñó un rifle de un solo tiro de cerrojo descendente, para el cual se le concedió una patente al año siguiente. Browning y su hermano comenzaron a fabricar los rifles a mano en su taller de segundo piso en Ogden, Utah, con un éxito limitado.
En 1883, Thomas G. Bennett, entonces vicepresidente y gerente general de Winchester Repeating Arms Company, viajó a Ogden y negoció la compra del diseño del rifle de Browning, así como el prototipo de lo que se convertiría más tarde en el Modelo 1886 de acción de palanca. – el comienzo de una fructífera colaboración de 20 años entre Winchester y Browning. 
Los ingenieros de Winchester hicieron algunas mejoras en el diseño de Browning, incluyendo la inclinación del bloque en seis grados para crear un sello de recámara positivo, y lanzaron el rifle como el Modelo 1885. Se fabricaron dos versiones, el llamado Low Wall que mostraba un martillo expuesto, que disaraba cartuchos metálicos menos potentes, y el llamado High Wall para cartuchos más potentes cuyo marco de acero cubría la mayor parte del percutor visto desde un lado; pero ambos fueron comercializados oficialmente por Winchester como Single Shot Rifle.
Fue producido principalmente para satisfacer las demandas del creciente deporte de tiro deportivo de largo alcance, que se inauguró en Creedmoor, Nueva York, el 21 de junio de 1872. El tiro al blanco de competencia se volvió  extremadamente popular en los EE. UU. desde alrededor de 1871 hasta alrededor de 1917, gozando de un estatus similar al del golf en la actualidad, y la compañía Winchester, que había construido su reputación sobre la producción de armas de fuego de repetición, había desafiado en 1885 a los gigantes de un solo tiro de Sharps , Remington, Stevens, Maynard, Ballard et al., no solo ingresando a la competencia, sino sobresaliendo en ella, con Major Ned H. Roberts (inventor del cartucho .257 Roberts ) describiendo el modelo 1885 Single Shot como "el rifle de un solo tiro más confiable, más fuerte y, en conjunto, el mejor jamás producido". " 
Winchester produjo unos 140.000 rifles Single Shot entre 1885 y 1920, y se descubrió que el modelo 1885 de bloque descendente se había construido con uno de los mecanismos más fuertes conocidos en ese momento. El mecanismo era tan fuerte que Winchester Company lo usó para probar cartuchos de rifle recién creados. 
Para satisfacer las necesidades del público de tiro y caza, el modelo 1885 Single Shot finalmente se produjo en más calibres que cualquier otro rifle Winchester. Winchester también produjo una gran cantidad de Single Shots en calibre .22 para el ejército de los EE. UU. como un rifle de entrenamiento de puntería, el " mosquete Winder ".
En el 2005, Winchester reintrodujo sus famosos Single Shots de 1885, denominados Serie limitada. Los rifles Winchester Single Shot del siglo XXI están construidos con tecnología y aceros modernos, lo que les permite disparar cartuchos modernos como el .17 Remington, .243 Winchester y .30-06 Springfield se ofrecieron con cantoneras de goma estándar y cantoneras rectas. Sin embargo, cuatro de esos modelos 1885 SS de serie limitada se subtitularon cazadores tradicionales. Esos cuatro rifles, en calibres .38-55 Winchester, .405 Winchester, .45-70 Government y .45-90 Sharps, fueron construidos al estilo del siglo XIX, con cantoneras de acero en forma de media luna y plegado al estilo del siglo XIX. miras de espiga, junto con barriles de octágono completo de 28 pulgadas de largo. Su estriado, en el caso del .38-55, es el tradicional (Winchester) de una vuelta completa dentro de las dieciocho pulgadas (1-18") con ranuras de rifle en .376 y tierras de rifle que miden .368 de pulgada. El .45-70 es, con mucho, el más disponible de estos cuatro cartuchos antiguos.

## Ventajas de los cartuchos modernos
La longitud total de un Modelo 1885 con un cañón de 28 pulgadas es la misma longitud básica que un Modelo 70 de cerrojo Winchester con un cañón de 24 pulgadas. Con un cañón más largo, las velocidades de las balas se pueden aumentar significativamente en comparación con los rifles de cerrojo que tienen la misma longitud total, siempre que se seleccione la combinación adecuada de bala y propulsor.